# Offhoben
Offhoben (auch: Uffhoben) ist eine Wüstung auf dem heutigen Gebiet der Stadt Wiesbaden in Hessen. Die Siedlung lag zwischen Wiesbaden und dem Kloster Klarenthal.
Bereits 1758 berichtete Gottfried Anton Schenck in seiner Geschicht-Beschreibung der Stadt Wissbaden von diesem untergegangenen Ort und rechnete die Ansiedlung dem Grundbesitz des Klosters zu.
Im Märkerbuch der Stadt Wiesbaden wurde der Ort um 1380 das letzte Mal urkundlich erwähnt.
Das Dorf Offhoben befand sich etwa im Bereich der heutigen Elisabethkirche im Ortsbezirk Westend.